# 에볼라바이러스
에볼라 바이러스(Ebola Virus, 문화어: 에볼라비루스)는 필로바이러스과의 에볼라바이러스속 내에서 한 종에 속하는 바이러스의 총칭이다. 에볼라라고 불리는 경우에는 에볼라 바이러스를 지칭하는 것 외에도 이것이 일으키는 에볼라 출혈열(Ebola hemorrhagic fever; EHF)를 의미하기도 한다.
에볼라 바이러스의 형태학적, 임상적 특성은 같은 과의 '마르부르크 바이러스'와 거의 같으며, 바이러스의 첫 발견 이래 지금까지 공식화된 다수 유행기록이 있다. 2014년 서아프리카 에볼라 유행이 가장 심각한 유행을 기록하며 심각한 문제가 되었다. 아직 임상시험이 완료된 백신은 없는 상태이나 2016년 최초로 rVSV-ZEBOV가 임상적 효과가 있다는 것이 확인되었고, 2018-2019년의 콩고 키부주 에볼라 유행에서 백신과 실험적 치료가 시술되고 있다.

## 개요
에볼라 바이러스는 1976년 수단과 자이르(현재의 콩고민주공화국)에서 거의 동시에 모습을 드러냈다. '에볼라'라는 이름은 처음 이 바이러스가 발견된 에볼라강에서 유래한 것이다.
에볼라는 동물원성 바이러스인 것으로 추측되고 있는데, 중앙아프리카의 저지대 고릴라들의 급격한 개체 수 감소에도 관련된 것으로 알려졌다. 국제보건기구의 상당한 노력에도 아직 숙주는 발견되지 않았다. 지금까지 등장한 가설과 연구결과에 의하면 가장 유력한 숙주는 과일박쥐이다.
열, 구토, 설사, 근육통, 불쾌감과 내출혈이나 외출혈같은 다양한 증상을 가지고 있으며, 치사율은 바이러스의 아형에 따라 50% ~ 89%로 매우 높다.
에볼라 바이러스가 일으키는 병을 에볼라 열 또는 에볼라 출혈열이라고 한다. 열이 나고, 바이러스가 내부장기를 침범하는 경우 출혈이 생기는 증상을 특징으로 하기 때문에 붙은 이름이다.
1976년 우리나라의 이호왕 박사가 한탄강 유역에서 출혈과 열을 동반하는 질병, 즉 출혈열의 원인이 되는 바이러스를 최초로 분리하였다. 이를 한탄바이러스(한타바이러스)라고 하는데, 이 연구결과는 세계 곳곳에서 출혈과 열을 동반하는 질병의 병원체를 찾아낼 수 있도록 큰 자극을 주었다.
그 중에서 필로바이러스과(Filoviridae)에 속하는 에볼라(Ebola)와 마르부르크(Marburg) 바이러스가 특히 유명하다

## 증상
에볼라 바이러스에 감염되면, 약 8~10일(짧게는 2일, 최장 21일) 간의 잠복기 후, 갑자기 심한 두통, 발열, 근육통, 오심, 구토가 나타난다. 발열이 지속되면서 심한 설사가 발생하고, 대개는 기침을 동반한 가슴통증도 발생한다. 전신에 기운이 없어지고, 혈압과 의식이 떨어지게 된다. 발병하고 5~7일째에 대개 구진 같은 피부발진이 나타나고, 이후에 피부가 벗겨진다. 이 시기쯤부터 피부와 점막에서 출혈경향을 확인할 수 있다. 이외에 얼굴과 목, 고환의 부종, 간종대, 안구충혈, 인후통 등도 나타날 수 있다. 회복하는 경우에는 발병 10~12일 후부터 열이 내리고 증상이 호전을 보일 수 있으나, 해열되었다가도 다시 발열이 재발하는 경우가 있다.

## 진단
보통 6시간이 걸리는 혈액검사를 통해 진단한다.
최근 하버드 대학의 위스연구소에서 에볼라 바이러스를 1시간내에 진단할 수 있는 종이로 만든 휴대용 진단키트를 개발하였다.
혈액이나 침을 키트에 묻혀 양성이면 노란색에서 보라색으로 변한다.

## 검사
<임상적 진단> 에볼라 바이러스병 감염 초기에 발생하는 발열, 근육통, 오심, 구통 등의 증상들은 장티푸스, 말라리아, 라싸열 등의 다른 감염병들과 구분하기 어려운 동일한 증상들이다. 임상적으로 명확한 출혈 증상은 전체 환자의 3분의 1정도에서만 나타나는 것으로 알려져 있다. 유행지 여행력(여행기간, 여행지) 확인이 중요하며, 환자 또는 의심환자와 밀접한 접촉이 있었는지 여부와 의료기관 또는 실험실에서 일한적이 있는지, 장례식에 참석한 적이 있는지, 박쥐, 설치류 또는 유인원 등과 접촉한 적이 있는지도 확인이 필요하다. 이러한 진단적 과정에는 적절한 개인보호장비를 착용해야 한다. <검사실적 진단> 의심환자의 혈액검체에서 역전사 중합효소연쇄반응 (reverse transcriptase polymerase chain reaction, RT-PCR)검사로 에볼라바이러스의 RNA를 검출하여 진단한다. 혈액채취과정 및 검사진행과정에서 감염이 발생할 수 있기 때문에 검체채취-운송-검사진행과정에서 감염관리 지침을 준수해야 한다.

## 치료
현재까지는 바이러스에 대한 특이치료가 존재하지 않고, 쇼크 및 혈량 저하, 출혈경향에 대한 보존적 치료 밖에 할 수 없다. 2014년 서아프리카 에볼라바이러스병에 대하여, ZMapp등의 인간화 단일클론항체(humanized monoclonal antibody)가 실험적으로 사용되었다. 효과 및 안전성은 2021년에 백신이 만들어졌다.

## 경과/합병증
저혈압과 출혈에 의한 다발성 장기 손상이 발생하여 발병 후부터 7~14일경에 사망하는 경우가 많다. 회복하는 경우에는 발병 10~12일 후부터 열이 내리고 증상이 호전될 수 있다.

## 예방방법
에볼라 출혈열의 발병지역인 아프리카에서는 에볼라 출혈열의 최초 감염을 차단하기 위한 여러 방법들이 시도되었다. 그러나, 아직까지 자연숙주 및 감염경로에 대하여 밝혀진 바가 부족하기 때문에, 초기 감염을 예방하는 것은 어렵다. 현실적으로는 에볼라바이러스병이 발견된 이후, 추가적인 전염을 예방하는 것이 현실적으로 가장 중요하겠으며, 이를 위한 가장 확실한 방법은 환자의 격리를 통하여 환자의 혈액 및 분비물이 타인에게 접촉되는 것을 막는 것이다. 에볼라바이러스는 환자 또는 환자의 체액으로부터 접촉에 의하여 전파되며, 일부 원인 바이러스가 비말화되어 가까운 거리 (1m이내)에서 장시간 밀접한 접촉이 있을 경우, 전파될 수 있는 것으로 알려져 있다. 그러나, 결핵, 수두 등과는 달리, 공기로 매개되지는 않는 것으로 알려져 있다. 따라서 유행지역의 의료기관은 에볼라 출혈열을 확진할 수 있는 검사체계 및 환자 발생 시에 환자를 격리할 수 있는 여건을 갖추어야 하며, 의료진의 감염을 예방할 수 있도록 장갑 및 가운, 안경 등의 장비를 구비하여야 한다. 아프리카 여행시에는 가급적 과일박쥐, 고릴라, 침팬지, 원숭이에게 접촉하지 않는다.

## 현황
2015. 05. 03일 기준으로 사망자가 11,020명, 감염자는 26,628명으로 집계되었다. 사망자 중 11,005명이 기니, 라이베리아, 시에라리온 등 서아프리카 3개국에서 숨졌고, 15명은 나이지리아, 세네갈, 말리, 스페인, 미국 등에서 사망하였다.

## 구조

### 크기와 형태
필로 바이러스의 전자현미경 사진은 이것들의 특징 중 하나인 실모양의 비리온을 보여주고 있다. EBOV VP30은 약 288개에 해당하는 아미노산의 길이를 가지고 있다. 비리온은 다양한 관 모양의 형태("6", "U", 꼬이거나 가지를 친 듯한)를 하고 있는데, 연구소의 검체 처리 과정에 따라 다르게 보일 수 있다. 비리온의 지름은 통상 약 80nm이며 길이는 보통 1,000nm이나, 1,400nm까지의 비리온도 발견된다. 뉴클레오캡시드에는 바이러스성 RNA가 NP, VP35, VP30과 L을 포함하고 있다. 뉴클레오캡시드는 지름이 약 40-50nm이며 중앙에 지름 20-30nm의 채널을 가지고 있다. 바이러스성 당단백질 돌기는 10nm 정도의 길이로, 10nm의 간격을 두고 외피에 돋아 있다. 외피와 뉴클레오캡시드 사이의 공간에는 바이러스성 단백질 VP40과 VP24가 있다.

### 유전자
각 비리온은 1개의 선형분자 단일가닥 음성극성(negative-sense) RNA를 포함하고 있다. 길이는 약 18959-18961 뉴클레오티드이다. 3' 말단은 폴리아데닐화(polyadenylated)되어 있지 않으며, 5' 말단은 인산화되어 있지 않다. 3' 말단으로부터의 472개의 뉴클레오티드와 5' 말단으로부터의 731개의 뉴클레오티드가 복제과정에 있어 필요한 부분이다. 유전자 순서는 3' - 선도자 - NP - VP35 - VP40 - GP/sGP - VP30 - VP24 - L - 꼬리 - 5'이다. 유전자 자체만으론 감염능이 없는데, 바이러스성 단백질 즉 RNA 의존성 RNA 중합효소가 바이러스 복제 과정에서 유전자를 mRNA로 전사하는데 필수적이기 때문이다.

## 아형
에볼라 바이러스에는 다섯 가지 아형이 있다.

### 에볼라 자이르형
자이르형은 가장 먼저 발견되고 유행 횟수가 가장 많은 아형이다. 1976년과 2003년 사이에 발생한 자이르형의 유행 사례를 보면 지금까지의 모든 아형 중 평균 치사율이 83%로 가장 높다. 1976년 88%, 1977년 100%, 1994년 59%, 1995년 81%, 1996년 73%, 2001년 ~ 2002년 80%, 2003년에 90%의 치사율을 기록했다. 2014년 현재 유행하는 에볼라는 자이르형의 변종으로 확인되었다.
첫 유행은 1976년 8월 26일 자이르(콩고 민주 공화국의 옛 이름)의 북쪽 마을인 얌부쿠에서 발생했다. 첫 증례는 44세의 교사 Mabalo Lokela이다. 처음 그의 고열은 말라리아로 진단을 받았고 그는 퀴닌 주사를 맞았다. Lokela는 집으로 돌아갔다. 1주 후 그의 증상은 심한 구토, 혈변, 두통, 현기증, 호흡곤란으로 발전했고 얼마 지나지 않아 코, 입, 직장에서 출혈이 일어났다. Lokela는 처음 증상 발현으로부터 14일 후인 9월 8일 사망했다.
얼마 지나지 않아 다양하지만 유사한 증상을 가진 환자들이 나타나기 시작했다. 증상은 열, 두통, 근육통과 관절통, 피로감, 오심, 현기증으로 시작해 혈변, 심한 구토 그리고 출혈로 발전했다. 초기 전염은 Lokela의 주사에 사용된 바늘을 소독하지 않고 재사용해 일어난 것이었고, 이후 환자들의 장벽간호(barrier nursing)의 부재, 사망 후 시체를 처리하는 전통 관습에서 추가적인 전염이 발생했다.

### 에볼라 수단형
수단형은 1976년 자이르형 다음으로 발견되었다. 첫 증례는 수단 Nzara의 솜 공장 노동자에게서 발생했다. 과학자들은 이 증례가 자연계의 숙주에게 노출됨으로 발생했을 가능성이 크다고 생각했으나, 부근의 어떤 동물이나 곤충에서도 바이러스는 발견되지 않았다.
곧이어 발생한 두 번째 증례는 Nzara의 나이트클럽 주인이었다. 지역 병원인 Maridi에서 치료를 시도했지만, 환자는 사망했다. 역시 자이르형의 초기와 마찬가지로 전염은 병원 의료진들의 소독에 대한 개념 부족으로 병원 전체로까지 번지게 되었다.
가장 최근에 일어난 수단형의 유행은 2004년 5월 수단의 Yambio 주에서 발생했다. 총 20건의 증례 중에서 5명이 사망했다. 수단형의 치사율은 1976년 54%, 1979년 68%, 2000-2001년 53%이며 평균 치사율은 53.7%이다.

### 에볼라 레스턴형
레스턴형은 1989년 11월 필리핀에서 버지니아주 레스턴(Reston)으로 수입된 100마리의 게잡이원숭이에게서 발견됐다. 이 아형은 영장류엔 치명적이지만 인간에게는 감수성이 없다. 또 필로바이러스과에 속하는 바이러스 중 유일하게 공기 전염이 가능하다. 레스턴에서 6명의 조련사가 바이러스에 감염됐지만, 아무런 증상 없이 바이러스는 중화되었다.
1990년 2월 또다시 레스턴형에 감염된 원숭이가 레스턴과 텍사스주의 앨리스로 수입되었다. 1992년 이탈리아의 시에나에서도 레스턴형에 감염된 원숭이가 발견되었고, 1996년에도 역시 이탈리아와 텍사스에서 감염된 원숭이가 발견되었다. 모든 감염된 원숭이는 원숭이 출혈열(Simian hemorrahagic fever, SHF)를 일으켰다. 이 두건의 사례에서는 인간 감염은 없었다.

### 에볼라 코트디부아르형
코트디부아르형은 1994년 11월 1일 아프리카 코트디부아르의 타이 포레스트 국립공원에서 사망한 2마리의 침팬지에서 처음 발견됐다. 침팬지를 부검한 결과, 심장이 거의 파괴되어 있고 폐가 혈액으로 가득 차 있는 것 외에 다른 장기에 특이점은 없었다. 그 이후로 더 많은 침팬지가 발견됐고 모두 새로운 아형의 에볼라에 감염된 것으로 확인되었다.
부검을 하던 과학자 중 한 명이 감염되었다. 그녀는 부검 1주 후 뎅기열과 흡사한 증상을 보였고 스위스로 이송되어 치료를 받았다. 2주 후 그녀는 퇴원했지만, 완전히 회복하는 데까지 4주일이 더 걸렸다.

### 에볼라 분디부교형
2007년 11월 30일, 우간다의 보건부는 분디부교 구(Bundibugyo)에서 에볼라 출혈열이 발생했음을 알렸다. 미국 질병통제관리센터와 세계보건기구는 이 유행의 에볼라는 기존의 것들과 다른 새로운 종임을 확인했다. 2007년 12월 14일까지 총 119건의 증례 중 35명이 사망했다.

## 에볼라 출혈열
에볼라 출혈열(Ebola hemorrhagic fever; EHF) 또는 에볼라바이러스병(Ebola virus disease; EVD)는 바이러스성 출혈열 중 하나이며, 에볼라 바이러스로 인해 일어나는 인간의 질병이다. 증상의 잠복기는 바이러스 감염 이후 이틀부터 삼주까지 지속되며 발열, 목과 근육의 통증, 두통을 동반한다. 이후 통상적으로 구역질, 구토, 설사와 함께 간과 콩팥 기능의 악화 증상이 나타난다. 이 시점에서 몇몇 사람들은 출혈 증상이 나타나기도 한다.
체액으로 감염되는 감염병 중에서는 전염력이 매우 강한 질병이며 치사율도 높다. 에볼라 환자 치료경험이 가장 많은 의사인 셰이크 우마르 칸 박사를 비롯하여 전 세계에서 의료인 184명이 감염됐고 그 중 절반이 사망했다. 세계보건기구에서는 에볼라가 공기로 전염되지 않으며 체액으로만 전염된다고 발표했지만, 공기 전염의 가능성이 있다는 전문가들의 의견이 있다. 감염자로부터 1m 이상 떨어지면 상대적으로 안전한 것으로 알려져 있다.
에볼라 출혈열의 최초 감염은, 감염된 원숭이나 과일박쥐의 피나 체액에 접촉하여 옮는 것으로 추정된다. 과일박쥐는 바이러스의 매개체이면서 증상이 나타나지 않은 채 전파시킬 수 있는 것으로 생각된다. 인간에게 에볼라 바이러스가 감염되면, 이후 사람 대 사람 감염이 가능하다. 남성 생존자는 약 2개월 동안 정액을 통해 질병을 옮길 수 있다. 진단을 위해, 일반적으로 콜레라나 말라리아 같은 비슷한 증상을 보이는 다른 바이러스성 출혈열 질병을 제외하고 확인한다. 혈액 검사를 통해 바이러스의 항체, 바이러스성 RNA, 바이러스 그 자체가 존재함을 확인하여 진단을 확인한다.
예방법으로는 감염된 돼지 및 원숭이 사이에서 질병 확산을 막는 것도 포함한다. 감염된 동물의 바이러스 유형을 확인한 이후, 질병이 발견되고 사망한 경우 즉시 사체를 폐기한다. 보호복을 착용한 채로 적절하게 고기를 취급하고 요리하는 것도 효과적이며, 감염된 환자 주변에 다가갈 때는 보호복을 입고 손소독을 철저히 해야 한다. 이 질병을 가진 사람에게서 나온 체액 및 조직 샘플은 매우 조심히 취급되어야 한다.
바이러스를 치료하는 특별한 방법은 없다. 감염된 환자에게 경구 수분 보충 요법 및 정맥 주사액 치료를 통해 환자가 자연적으로 회복되는 것을 돕는다. 이 질병의 사망률은 50%에서 90%로 매우 높다. 이 질병은 제일 먼저 콩고 민주 공화국과 수단에서 확인되었다. 또한, 일반적으로 사하라 이남 아프리카의 열대 지역에서 주로 발병한다. 처음 질병이 확인된 1976년부터 2014년까지 1년에 약 천명 미만이 감염되었다. 가장 거대한 에볼라 유행은 기니, 라이베리아, 시에라리온, 나이지리아에 퍼진 2014년 서아프리카 에볼라 유행이다. 백신 개발을 위한 노력이 성공하여 2019년부터는 에볼라 백신 rVSV-ZEBOV 접종을 통해 예방이 가능하다.

## 같이 보기
- 코로나바이러스